# てなもんやボイジャーズ
『てなもんやボイジャーズ』は、1999年に発売されたOVA作品。全4巻。
「SFヤクザコメディ」作品で、東映「実録シリーズ」などのパロディを含む。宇宙の彼方から地球への帰還を目指す女性たちの旅を描いているが、最終話においても地球には辿り着かずに終わる。監督の新房昭之によれば、本来はあと3本制作するはずで次のシナリオもあがっており、完結させたいとも述べている。

## あらすじ
女子の就職超氷河期、教職志望の花菱アヤコは宇宙の彼方の高校に就職するが、赴任早々学校が経営難で閉鎖する。路頭に迷ったアヤコは同じく地球からの留学生である七宮若菜と共に、地球に戻る旅を始めることを決意し、そこにヤクザ組織・邪王会の元大幹部のパライラや、パライラの舎弟・焼津のまあこも加わり、アヤコたちの旅は続いていく。

## 登場キャラクター
花菱アヤコ（はなびし アヤコ）
声 - 高橋美紀
教師志望。女子就職超氷河期に宇宙の彼方の高校に就職を果たすも、赴任先の高校が経営破綻で閉鎖し内定から25日で失業。留学のため同じく地球から来た七宮若菜と共に、宇宙の真っ只中に放り出される。高校の校舎に理機士に乗って不時着したパライラと出会い、彼女と若菜の三人で地球への帰還を目指す。
七宮若菜（ななみや わかな）
声 - 川上とも子
地球からの留学生。スポーツ特待生として留学するも学校が閉鎖したため、アヤコ、パライラと共に地球を目指す。
星屑のパライラ（ほしくずのパライラ）
声 - 三田ゆう子
ヤクザ組織の元大幹部。銀河に名だたる大ヤクザ組織「邪王会」の最年少大幹部。組の実権を握ろうとクーデターを画策するも、己の人望の無さを自覚しなかったため、計画が漏れていたことで失敗。追われる身となり、理機士に搭乗して組を脱出。アヤコの赴任先だった高校に不時着した事が縁でアヤコと若菜に出会い、三人で地球を目指す。詳細は語られないが「地球に行ってやらねばならないことがある」とのこと。
焼津のまあこ（やいづのまあこ）
声 - 大谷育江
パライラの舎弟。食い逃げで捕まっていた。
横山タツエ（よこやま タツエ）
声 - 土井美加
地球から宇宙連邦警察に赴任した刑事。地球にいたころは拳銃の乱射により「暴力団以上の暴力」と新聞に記載されている。

## 登場ロボ
理機士（りきし）

## スタッフ
- 原作 - 月村了衛、てなもんやプロジェクト
- 監督 - 新房昭之
- キャラクターデザイン - 石浜真史
- メカニックデザイン - 鉄羅紀明、紺野直幸、岡田有章（#4のみ）
- 美術監督 - 東潤一
- 色彩設計 - 佐藤祐子
- 撮影監督 - 宇津畑隆
- 編集 - 関一彦
- 音楽 - 天野正道
- 音響監督 - 三間雅文
- 音楽プロデューサー - 金子重雄
- 音楽制作 - 日本コロムビア
- プロデューサー - 鈴木重裕
- アニメーション制作 - スタジオぴえろ
- 製作 - バンダイビジュアル、スタジオぴえろ

## 主題歌
「ゲバゲバ90分！のテーマ」
オープニングテーマ。作曲・編曲は宮川泰による。バラエティ番組『巨泉・前武ゲバゲバ90分!』のテーマ曲。
「だれかが風の中で」
水木一郎によるエンディングテーマ。作詞は和田夏十、作曲は小室等、編曲は太田建。時代劇『木枯し紋次郎』の主題歌のカバーバージョン。
「愛しき人よ」
冠二郎による第3話挿入歌。作詞はふくしまとまる・藤井青銅、補作詞は三浦康照、作曲はふくしまとまる、編曲は南郷達也による。
「赤い靴」
野口恵里子、森の木児童合唱団による第4話挿入歌。作詞は野口雨情、作曲は本居長世、編曲は若松正司による。

## 各話リスト
| 話数  | サブタイトル     | 脚本       | 絵コンテ | 演出                | 作画監督                                                    | 発売日         |
| ----- | ---------------- | ---------- | -------- | ------------------- | ----------------------------------------------------------- | -------------- |
| 第1話 | 県警 対 組織暴力 | 月村了衛   | -        | -                   | 石浜真史 城前龍治（メカ） 鉄羅紀明（メカ） 紺野直幸（メカ） | 1999年 6月25日 |
| 第2話 | 大幹部無頼       | 月村了衛   | -        | -                   | 石浜真史                                                    | 8月25日        |
| 第3話 | 喧嘩博徒         | 久保田雅史 | 阿部記之 | 阿部記之 渡辺健一郎 | もりやまゆうじ 崔ふみひで（レイアウト）                     | 10月25日       |
| 第4話 | 女殺汗地獄       | 久保田雅史 | -        | -                   | 石浜真史                                                    | 12月18日       |